# Sturlungasaga
Sturlungasaga er en løs samling af islandske sagaer. De er skrevet af flere forfattere fra 1100-tallet og 1200-tallet, og de blev samlet til deres endelige form ca. år 1300. En af forfatterne, som muligvis skrev størstedelen, var Sturla Tordsson.
Sturlungasaga handler for det meste om en af de mægtigste slægter på Island, der også har givet navn til den blodigste periode i Islands historie, Sturlungatiden. Den ender med, at Island bliver lagt direkte ind under Norge, hvor Håkon Håkonsson var konge. Sagaen er den vigtigste historiske kilde til Islands historie i 1100- og 1200-tallet, og den blev skrevet af dem, som selv oplevede magtkampen, der endte med, at Island opgav sin selvstændighed i 1262. Siden var Island knyttet til andre lande og havde fremmede statsoverhoveder, indtil republikken blev proklameret i 1944 som en følge af 2. verdenskrig.
Sagaen begynder i 1117 med Torgils saga og Hafliða. Andre sagaer er Sturlu saga, Saga om prest Gudmund Arasson (Prestsaga Guðmundar Arasonar) og Íslendinga saga. Denne medtager størstedelen af Sturlungasaga og dækker perioden 1183-1264.
Første del blev skrevet af Sturla Tordsson (1214-1284), en nevø til Snorre Sturlasson som selv var indblandet i heftige og oprivende stridigheder. Alligevel er Sturlas fremstilling forbavsende objektiv, noget som er en arv fra de gamle islandske historieskriveres store respekt for de hårde og nøgne fakta.
Sagaen adskiller sig fra de øvrige Islændingesagaer ved, at den er præget af sturlingatidens moralske forvirring med påfaldende træk af svig og grusomheder, som Sturlungasaga nådesløst beskriver. Selv inden for slægterne er sammenholdet dårligt. Snorre Sturlasson bliver fx dræbt af sine egne slægtninge. Bedrageri og løftebrud gentages atter og atter. Modstanderne bliver hele tiden mishandlet og lemlæstet. De bliver kastreret og får hugget fødder eller arme af. At gå i kamp er blevet mere barbarisk siden sagatiden, som det ser ud fra sagaskrivernes eget synspunkt. Der er kun lidt, som fremstilles i et høvisk lys i Sturlungasaga, og særligt mærkes det i slaget ved Ørlygsstad, hvor Sigvat Sturlasson og sønnen Sturla Sigvatsson bliver dræbt på en lidet flatterende måde:
Efter at Sturla er blevet stukket gennem kinden og har fået to andre sår, beder han om en pause. Trætheden og blodtabet får ham til at lægge sig ned. Da kommer Gizzurr Torvaldsson og hugger en hjælpeløs Sturla en økse i hovedet. En anden mand stikker Sturla gennem halsen i et sår i munden. En tredje hugger ham med en økse i struben. Derefter plyndrer de liget og lader det ligge nøgent tilbage.
Der er ingen idealisering i skildringen af de rå detaljer. Det er krigens modbydelighed, der skildres, og modet, som stiger i takt med modstandernes forsvarsløshed. Denne sagas fremstilling er blevet nævnt som et argument for, at de øvrige islændingesagaer ikke kan være troværdige og historiske i deres litterære fremstilling af kampmoral og helteidealer.

## Eksternt link
- Sturlungasaga
- Sagaen i dansk oversættelse ved Kristian Kaalund